# Elisabeth Dubler (Politikerin)
Elisabeth Dubler (* 10. März 1995) ist eine Schweizer Politikerin (Junge Grüne/Grüne).

## Leben
Elisabeth Dubler ist gelernte Schreinerin und Holzingenieurin FH. Sie lebt und arbeitet in Bern.

## Politik
Elisabeth Dubler ist Mitglied und Vizepräsidentin der Geschäfts- und Ergebnisprüfungskommission der Gemeinde Wohlen.
Bei den Wahlen 2022 wurde Dubler in den Grossen Rat des Kantons Bern gewählt, wo sie seit 2022 Ersatzmitglied der Bau-, Energie-, Verkehrs- und Raumplanungskommission sowie der Kommission für Staatspolitik und Aussenbeziehungen ist.
Dubler ist Vorstandsmitglied der Jungen Grünen Bern sowie der Grünen Mittelland Nord.